# ソーシャルメディアマーケティング
ソーシャルメディアマーケティング (英: social media marketing)は、製品やサービスの宣伝にソーシャルメディアプラットフォームやウェブサイトを活用すること。 学術研究では、e-マーケティングとデジタルマーケティングという用語が依然として支配的であるが、ソーシャルメディアマーケティングは開業医と研究者の両方で人気が高まっている。 ほとんどのソーシャルメディアプラットフォームにはデータ分析ツールが組み込まれており、企業は広告キャンペーンの進捗状況、成功、エンゲージメントを追跡できる。企業は、ソーシャルメディアマーケティングを通じて、現在および潜在的な顧客、現在および潜在的な従業員、ジャーナリスト、ブロガー、一般の人々など、さまざまな利害関係者に対応している。戦略レベルでは、ソーシャルメディアマーケティングには、マーケティングキャンペーンの管理、ガバナンス、範囲の設定（たとえば、より積極的または受動的な使用）、および企業が望むソーシャルメディアの「文化」と「トーン」の確立が含まれる。
ソーシャルメディアマーケティングを使用する場合、企業は、マーケティング担当者が作成した広告コピーではなく、顧客やインターネットユーザーが「獲得メディア」とも呼ばれるユーザー生成コンテンツ（オンラインコメント、製品レビューなど）を投稿できるようにできる。

## 目的と戦術

### X
Xを使用すると、企業は、フォロワーのホームタイムラインに表示される140文字に制限されたツイートと呼ばれる短いメッセージで製品を宣伝できる。 ツイートには、テキスト、ハッシュタグ、写真、ビデオ、アニメーションGIF 、絵文字、または製品のWebサイトやその他のソーシャルメディアプロファイルへのリンクなどを含めることができる 。Xは、顧客サービスを提供するために企業でも使用されている。 一部の企業は、サポートを24時間年中無休で利用できるようにし、迅速に回答することで、ブランドの忠誠心と評価を向上させている。

### Facebook
FacebookページはTwitterアカウントよりもはるかにいろいろな情報を掲載できる。製品のビデオ、写真、より長い説明、推薦状などを提供でき、フォロワーは他の人のために製品ページにコメントできる。 Facebookは、製品のTwitterページにリンクし直したり、イベントのリマインダーを送信できる。 2015年5月の時点で、マーケターの93％がFacebookを使用してブランドを宣伝している 。 2011年の調査では、「エンゲージメント」またはクリックといいねの84％が、Facebookの広告にリンクしているとされる 。 2014年までに、Facebookはビジネスページとブランドページから公開されるコンテンツを制限していた。 Facebookアルゴリズムの調整により、無料のビジネスページ（少なくとも500,000の「いいね」がある）のオーディエンスが2012年の16％から2014年2月の2％に減少した。 

### LinkedIn
プロフェッショナルなビジネス関連のネットワーキングサイトであるLinkedInを使用すると、企業は自分のビジネスだけでなく、ネットワークを構築して他の人と会うためのプロフェッショナルなプロファイルを作成できる。 ウィジェットにより、メンバーはTwitter（現X）ストリームや製品ページのブログエントリなど、さまざまなソーシャルネットワーキングアクティビティをLinkedInのプロフィールページに宣伝できる 。 LinkedInは、そのメンバーにセールスリードとビジネスパートナーを生み出す機会を提供する。 メンバーは、Facebookページと同様の「会社ページ」を使用して、ビジネスオーナーが製品やサービスを宣伝し、顧客と対話できる領域を作成できます。 求職者はスパムメールを多く受け取りメールへの反応が薄くなっているため、大手企業は、LinkedInを使用して従業員を採用することを好む。さらに、企業は、電子メールからの限られた情報ではなく、LinkedInプロファイルから収集できる情報を好んで利用するところが多い。 

### Instagram
2014年5月、 Instagramのユーザー数は2億人を超えた。 Instagramのユーザーエンゲージメント率はFacebookの15倍、Xの25倍であった 。 L2の創設者でニューヨーク大学のスターンスクールオブビジネスのマーケティング教授であるスコット・ギャロウェイによると、最新の調査によると、プレステージブランドの93％がInstagramで積極的に存在し、マーケティングミックスに含まれている。 ブランドやビジネスに関して言えば、Instagramの目標は、豊かで視覚的な環境で魅力的な画像を使用して、企業がそれぞれのオーディエンスにリーチできるようにすることである。 さらに、Instagramは、ユーザーと企業が公に直接通信できるプラットフォームを提供し、企業が既存顧客や見込み客とつながるための理想的なプラットフォームとなっている。 

### YouTube
YouTubeはもう1つの人気のある手段である。広告は、ターゲットオーディエンスに合う方法で行われる。コマーシャルで使用される言語の種類と製品を宣伝するために使用されるアイデアは、視聴者のスタイルと好みを反映している。また、このプラットフォームの広告は通常、リクエストされた動画のコンテンツと同期している。これは、YouTubeが広告主にもたらすもう1つの利点である。コンテンツが関連しているため、特定の広告には特定の動画が表示される。 YouTubeでは、動画のスポンサーになるなどのプロモーションの機会もある。「たとえば、犬のトレーニングでYouTube動画を検索したユーザーには、犬のおもちゃの製作会社からのスポンサー動画が他の動画と一緒に結果として表示される場合がある 。」 YouTubeを使用すると、サイト運営者はYouTubeパートナープログラムを通じてお金を稼ぐこともできる。企業は、企業の製品やサービスを宣伝する特別な「チャンネル」に対してYouTubeに支払うことができる。

### ブログ
LinkedInのようなプラットフォームは、企業やクライアントがオンラインで接続するための環境をつくる。 情報、独創性、およびアクセシビリティの必要性を認識している企業は、ブログを使用して製品を人気のあるユニークなものにし、最終的にはソーシャルメディアに精通している消費者に働きかける。  2009年の調査によると、消費者はメディアやブロガーの報道を、無料または独立しているとは考えられていない印刷広告よりも中立的で信頼できるものと見なしている。 ブログを使用すると、製品または会社が製品またはサービスのより長い説明を提供したり、紹介文を含めたり、他のソーシャルネットワークやブログページにリンクしたりすることができる。ブログは頻繁に更新することができ、顧客を維持し、ソーシャルネットワークページに誘導できるフォロワーやサブスクライバーを獲得するためのプロモーション手法である。オンラインコミュニティは、ビジネスがプラットフォームを使用して他のビジネスのクライアントに到達することを可能にします。企業が企業の世界での地位を測定できるようにするために、サイトでは従業員が企業の評価を行うことができる。 一部の企業は、ソーシャルメディアプラットフォームを従来のマーケティングレジメンに統合することをオプトアウトしている。オンラインでやり取りするときに適用される特定の企業基準もある。企業と消費者の関係で優位性を維持するには、企業は、消費者が維持する4つの主要な資産、情報、関与、コミュニティ、および管理を認識している必要がある 。